# Roberto Ferrari (Fechter)
Roberto Ferrari (* 2. August 1923 in Rom; † 11. Oktober 1996 ebenda) war ein italienischer Fechter.

## Erfolge
Roberto Ferrari wurde 1950 in Monte Carlo mit der Säbel-Mannschaft und 1954 in Luxemburg mit der Florett-Mannschaft Weltmeister. Zwischen 1951 und 1955 gewann er zudem vier Silbermedaillen in den Mannschaftswettbewerben. Er nahm an drei Olympischen Spielen in den Säbel-Konkurrenzen teil: 1952 zog er mit der Mannschaft in die Finalrunde ein, die er mit ihr hinter Ungarn auf dem zweiten Platz beendete und gemeinsam mit Gastone Darè, Renzo Nostini, Giorgio Pellini, Vincenzo Pinton und Mauro Racca die Silbermedaille gewann. Vier Jahre darauf wurde er in Melbourne im Mannschaftswettbewerb Fünfter, während er im Einzel in der Halbfinalrunde ausschied. Bei den Olympischen Spielen 1960 schied er in Rom mit der italienischen Equipe im Halbfinale gegen Ungarn mit 6:9 aus. Im Gefecht um Rang drei setzte er sich gemeinsam mit Wladimiro Calarese, Pierluigi Chicca, Mario Ravagnan und Giampaolo Calanchini gegen die Vereinigten Staaten mit 9:6 durch und gewann dadurch die Bronzemedaille. Im Einzel kam er erneut nicht über die Halbfinalrunde hinaus.